# Little Misema Lake
Little Misema Lake är en sjö i Kanada.   Den ligger i Cochrane District och provinsen Ontario, i den sydöstra delen av landet, 400 km nordväst om huvudstaden Ottawa. Little Misema Lake ligger 329 meter över havet. Den ligger vid sjön Wicklan Lake.
I omgivningarna runt Little Misema Lake växer i huvudsak blandskog. Trakten runt Little Misema Lake är nära nog obefolkad, med mindre än två invånare per kvadratkilometer.